# Axioma del par
En teoría de conjuntos, el axioma del par es un axioma que asegura la existencia de un conjunto que contiene como elementos dos objetos cualesquiera dados previamente.

## Enunciado
El axioma del par afirma que dados dos conjuntos (u otros objetos de la teoría), existe un conjunto con exactamente esos elementos.  Su enunciado formal es:
| Axioma del par {\displaystyle \forall A\forall B,\,\exists X:\forall \,W\in X,\ W=A\,\vee \,W=B} |

El axioma de extensionalidad asegura que este conjunto es único, por lo que se demuestra la existencia del conjunto {A, B}, definido como:
| {\displaystyle \{A,B\}=X\|\forall W\in X,\ W=A\vee W=B} |

## Consistencia relativa
El axioma del par aparece en los axiomas de la teoría de conjuntos de Zermelo-Fraenkel y de la teoría de Neumann-Bernays-Gödel. Sin embargo, es demostrable a partir del resto de axiomas, en particular del axioma de reemplazo junto con el axioma del conjunto potencia y el axioma del conjunto vacío, por ejemplo.